# Buna (Adriatisches Meer)
| Zuläufe und Bauwerke \| Buna \| Buna \| Buna \| Buna \| Buna \| \| ----------------- \| -------------- \| ---- \| --------------------------------- \| ---- \| \| Legende \| \| \| \| \| \| \| Shkodrasee \| \| \| \| \| \| \| \| Shkodra \| \| \| \| Stahlbrücke \| \| \| \| \| \| \| \| Anlegestelle/Zollhaus \| \| \| \| Drehbrücke \| \| \| \| \| \| \| \| Burg Rozafa \| \| \| \| \| \| \| \| \| \| \| \| Drin \| \| \| \| \| \| Bërdica e Sipërme \| \| \| \| \| \| Drin-Nebenarm \| \| \| \| Zuesi \| \| Bërdica e Mesme \| \| \| \| \| \| Bërdica e Madhe \| \| \| \| Oblika e Madhe \| \| \| \| \| \| Pyll Adës \| \| Derragjat \| \| \| \| \| \| \| \| \| \| \| \| Shirq \| \| \| \| \| \| Ruinen der Kirche von Shirgj \| \| \| \| \| \| Mushan \| \| \| \| \| \| Dajç \| \| \| \| Vidhgar \| \| \| \| \| \| Muriqan \| \| \| \| \| \| Samrisht \| \| \| \| \| \| Bardavet \| \| Montenegrinisch-albanische Grenze \| \| \| \| Štodra \| \| \| \| \| \| Šasko jezero \| \| Pentar \| \| \| \| Sveti Đorđe \| \| \| \| \| \| Reči \| \| Reç \| \| \| \| \| \| Velipoja \| \| \| \| Insel Ada \| \| \| \| \| \| Sveti Nikola \| \| \| \| \| \| \| \| Franc-Jozef-Insel \| \| \| Adriatisches Meer \| \| \| \| \| |                |  |                                   |  |
| Buna |                |  |                                   |  |
| Legende |                |  |                                   |  |
| | Shkodrasee     |  |                                   |  |
| |                |  | Shkodra                           |  |
| | Stahlbrücke    |  |                                   |  |
| |                |  | Anlegestelle/Zollhaus             |  |
| | Drehbrücke     |  |                                   |  |
| |                |  | Burg Rozafa                       |  |
| |                |  |                                   |  |
| |                |  | Drin                              |  |
| |                |  | Bërdica e Sipërme                 |  |
| |                |  | Drin-Nebenarm                     |  |
| | Zuesi          |  | Bërdica e Mesme                   |  |
| |                |  | Bërdica e Madhe                   |  |
| | Oblika e Madhe |  |                                   |  |
| | Pyll Adës      |  | Derragjat                         |  |
| |                |  |                                   |  |
| |                |  | Shirq                             |  |
| |                |  | Ruinen der Kirche von Shirgj      |  |
| |                |  | Mushan                            |  |
| |                |  | Dajç                              |  |
| | Vidhgar        |  |                                   |  |
| | Muriqan        |  |                                   |  |
| | Samrisht       |  |                                   |  |
| | Bardavet       |  | Montenegrinisch-albanische Grenze |  |
| | Štodra         |  |                                   |  |
| | Šasko jezero   |  | Pentar                            |  |
| | Sveti Đorđe    |  |                                   |  |
| | Reči           |  | Reç                               |  |
| |                |  | Velipoja                          |  |
| | Insel Ada      |  |                                   |  |
| | Sveti Nikola   |  |                                   |  |
| |                |  | Franc-Jozef-Insel                 |  |
| Adriatisches Meer |                |  |                                   |  |

Die Buna (albanisch auch Bunë; serbisch Бојана Bojana; lateinisch Barbana) ist der kurze Ausfluss aus dem Skutarisee ins Adriatische Meer. Auf rund zwei Drittel ihrer Länge von 44 Kilometern bildet die Buna die Grenze zwischen Albanien und Montenegro.
Das Wasser der Buna stammt zum Großteil vom aus den Albanischen Alpen kommenden Drin, der zu den 320 m³/s der Buna noch rund 352 m³/s hinzufügt. Das Einzugsgebiet der Buna ohne Drin umfasst mit 5187 km² ein Gebiet rund um den Skutarisee, der im Westen vom Gebirgszug der Rumija und des Lovćen und im Osten von den Albanischen Alpen umgeben ist. Damit ist sie nach dem Po der zweitgrößte Zufluss zur Adria.
Gleich nach dem Austritt aus dem Skutarisee passiert die Buna einen Einschnitt zwischen dem Tarabosh im Westen und dem Burghügel von Shkodra im Osten. Kurz darauf nimmt sie den wichtigsten Zufluss, den Drin, auf. Der Drin ist erst seit den Bodensenkungen im Jahr 1858 ein Zufluss der Buna. Die Terrainveränderungen führten dazu, dass der Drin sich teilte und die Mehrheit der Wassermassen sich einen neuen Weg Richtung Westen zur Buna suchten. Anderthalb Kilometer unterhalb des Shkodrasees vereinigen sich die beiden Flüsse, nachdem der Drin zuvor noch den kleinen Fluss Kir rechtsseitig aus den Albanischen Alpen aufgenommen hat.
Der Lauf der Buna zwischen Albanien und Montenegro ist noch stark naturbelassen und oft versumpft. Das Mündungsgebiet ist teilweise geschützt, mit seinen langen Sandstränden aber auch von touristischem Interesse. Das kleine Delta ist ein Vogelschutzgebiet von internationaler Bedeutung, das vor allem Zugvögeln als wichtiger Zwischenhalt dient. Die kleine Insel Ada zwischen den Mündungsarmen ist ein beliebter Badestrand für FKK-Touristen. Die Insel liegt gänzlich in Montenegro, da der östliche Mündungsarm die Grenze bildet. Eine Sandbank im Mündungsarm zwischen Albanien und Montenegro ist nach Franz Joseph I. benannt (albanisch Ishulli i Franc Jozefit) – die aus Alluvioinen gebildete Insel wird bei niedrigem Wasserstand zur Halbinsel.
Mit einer durchschnittlichen Breite von 150 Metern und einer Tiefe von drei Metern gilt die Buna als schiffbar, auch wenn dort heute kaum Schiffe verkehren. In der zweiten Hälfte des 19. Jahrhunderts wurde ein Linienverkehr vom Österreichischen Lloyd betrieben. Vor dem Zweiten Weltkrieg diente sie als wichtiger Transportweg vor allem für Waren vom Meereshafen in Ulcinj nach Shkodra.

## Brücken
Der Fluss wird lediglich kurz nach dem Austritt aus dem Shkodrasee von zwei Brücken überquert. Bis ins Jahr 2011 gab es einzig eine nur wechselweise einspurig befahrbare, mit Holz belegte Stahlbrücke. Im Mai 2011 wurde wenige hundert Meter flussabwärts eine mehrspurige Drehbrücke eröffnet, mit welcher der Straßenverkehr von Shkodra nach Ulcinj erleichtert wird. Die Baukosten für die neue Stahlfachwerk-Überzugbrücke beliefen sich auf rund 7.185.000 US-Dollar. Vorgesehen war, dass die Brücke schon 2010 eröffnet werden sollte, doch wegen der damaligen Überschwemmungen in der Ebene von Shkodra verzögerten sich die Bauarbeiten. Die neue Drehbrücke ermöglicht im Gegensatz zur Holzbrücke Durchfahrten von Schiffen. Noch immer blockiert aber die alte Brücke weiter oben die Durchfahrt in den See.

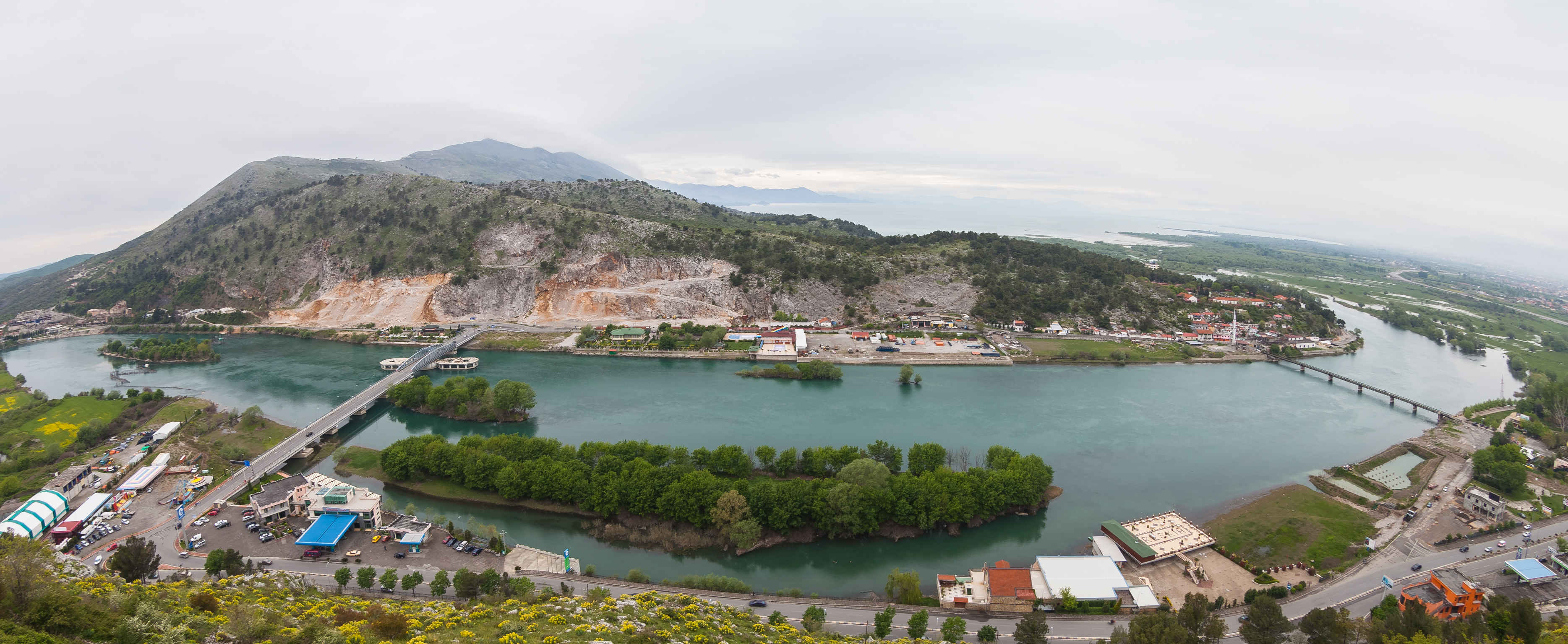
Blick von der Burg Rozafa auf den Ausfluss der Buna aus dem See und auf beide Buna-Brücken
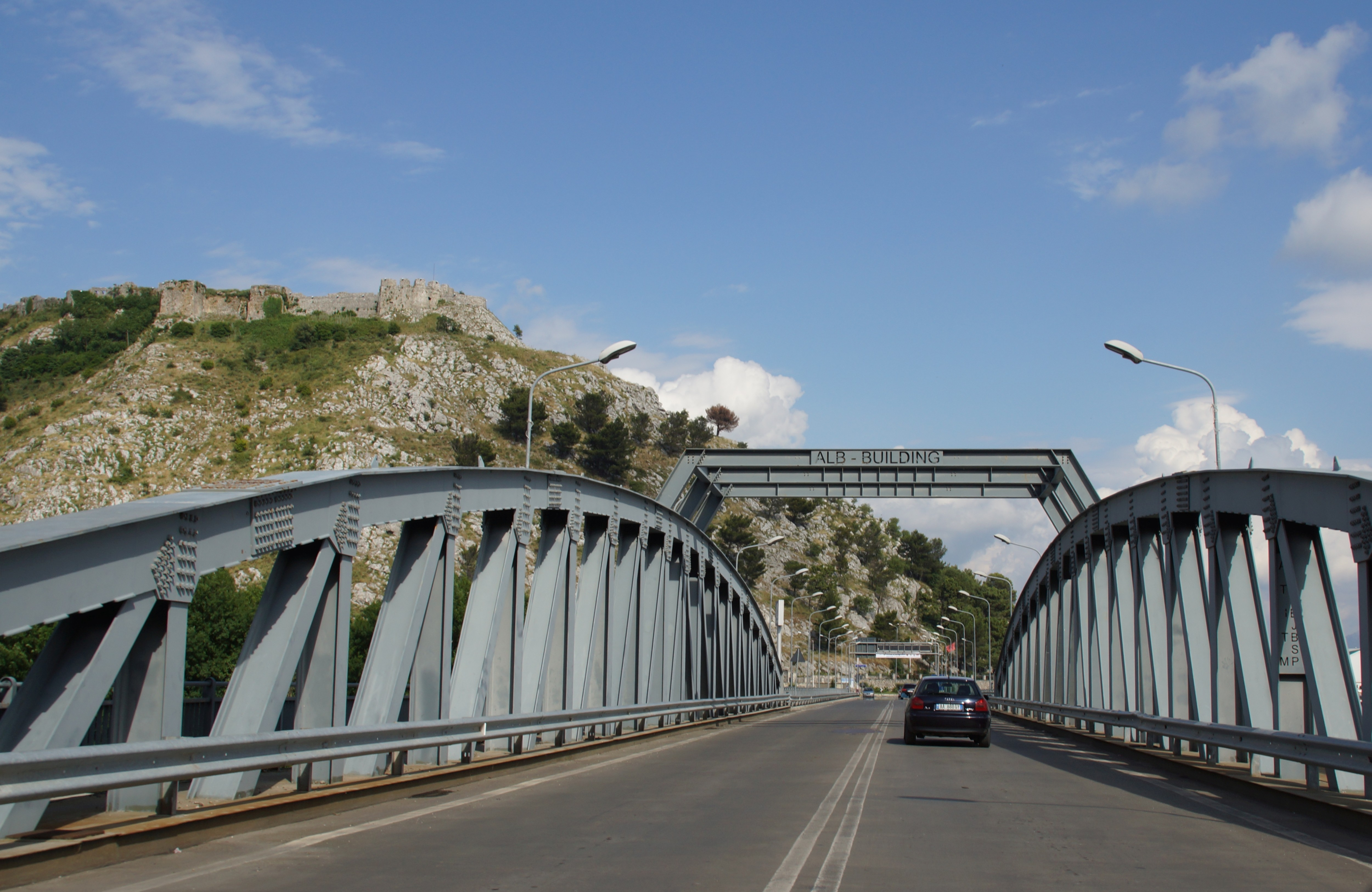
Die neue Stahlfachwerk-Überzugbrücke Blickrichtung auf die Buna-Überquerung und links hinauf zur Burg Rozafa

## Weblinks

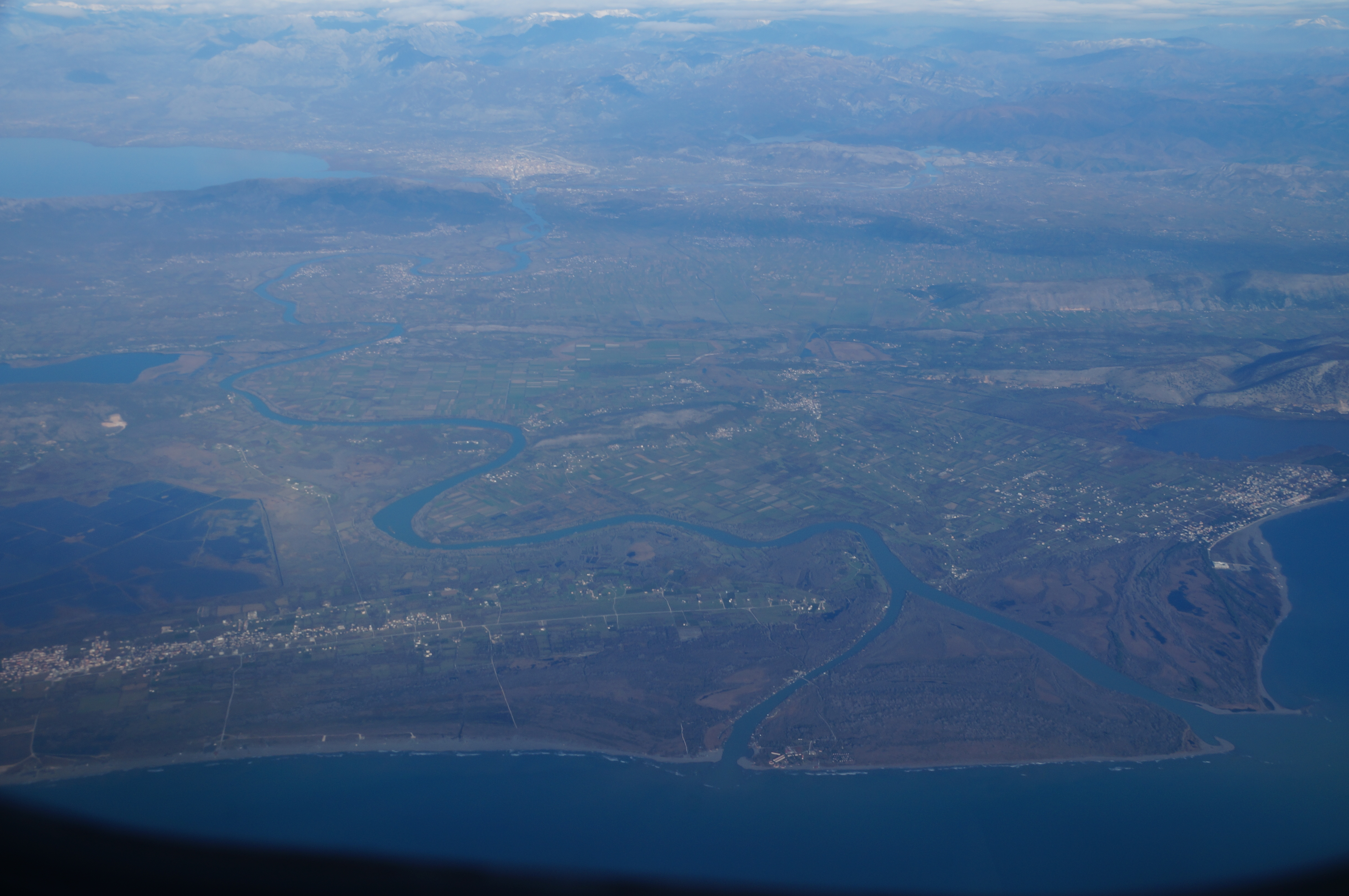
Ganzer Lauf des Flusses